# Chlumetia euryptera
Chlumetia euryptera är en fjärilsart som beskrevs av George Francis Hampson 1912. Chlumetia euryptera ingår i släktet Chlumetia och familjen nattflyn. Inga underarter finns listade i Catalogue of Life.